# کیت تجاوز جنسی

کیت تجاوز جنسی یا کیت آزمایش تجاوز جنسی بسته‌ای شامل اقلامی است که توسط پرسنل پزشکی برای جمع‌آوری و حفظ شواهد فیزیکی پس از ادعای اجبار یا مجبور کردن جسمی شخص به فعالیت جنسی یا تعرض جنسی استفاده می‌شود. شواهد جمع‌آوری‌شده از قربانی می‌تواند به تحقیقات جنایی تجاوز جنسی و تعقیب مهاجم مظنون کمک کند.
شواهد DNA با شناسایی مجرمان، افشای مجرمان زنجیره ای از طریق تطبیق DNA در بین پرونده‌ها، و تبرئه کسانی که به اشتباه متهم شده‌اند، می‌تواند مفید باشد.
این کیت در اواسط دهه ۱۹۷۰ در شیکاگو ساخته شد تا پروتکل یکسان تری برای جمع‌آوری شواهد پس از تجاوزات جنسی فراهم کند. در حالی که لوئیس آر. ویتولو اغلب به عنوان توسعه‌دهنده اولین کیت شناخته می‌شود، در ابتدا توسط مارتی گدارد، که مدافع قربانیان و مؤسس سازمان کمک به شهروندان شیکاگو برای کمک به قربانیان بود به ویتولو پیشنهاد شد. برای سال‌ها، ابزار استاندارد شده به عنوان کیت Vitullo نیز نامیده می‌شد.
امروزه به صورت محاوره ای به عنوان کیت تست تجاوز جنسی شناخته می‌شود که به جای هم برای اشاره به شواهد خاصی که از طریق استفاده از کیت تجاوز جنسی به دست می‌آید استفاده می‌شود.

## تاریخ
در دهه ۱۹۷۰، پس از اینکه جنبش فمینیست اولین کشش خود را به دست آورد، و رسانه‌ها شروع به پوشش گزارش تجاوز جنسی و سایر اشکال تجاوز جنسی کردند، یک بازمانده تجاوز جنسی به نام مارتا گدارد برای ایجاد یک بسته جامع جمع‌آوری شواهد تجاوز جنسی وارد فعالیت شد.
فقدان پروتکل استاندارد برای جمع‌آوری صحیح چنین شواهدی، و عدم درک یا همدردی با کسانی که از آسیب‌های روانی چنین جنایاتی رنج می‌برند، به این معنی است که چنین شواهدی، زمانی که جمع‌آوری می‌شوند، به گونه‌ای حفظ نمی‌شوند که یکپارچگی خود را حفظ کنند. گدارد کمیته شهروندان برای کمک به قربانیان مستقر در شیکاگو را برای رسیدگی به این موضوع تأسیس کرد و با مشورت با متخصصان پزشکی، مقامات مجری قانون، اعضای سیستم قضایی و دانشمندان در مورد این فرایند تحقیق کرد.
گدارد از طریق دوستی باکریستی هفنر تاجر آمریکایی، بودجه ای را برای کیت‌ها از بنیاد پلی بوی، مؤسسه خیریه ای که توسط پدر هفنر، بنیانگذار مجله بزرگسالان معروف آمریکایی، پلی بوی، هیو هفنر تأسیس شده بود، به دست آورد.
این کیت برای اولین بار در سپتامبر ۱۹۷۸ مورد استفاده قرار گرفت، طبق مقاله ای درشیکاگو تریبون در سال ۱۹۸۰، ۲۶ اورژانس بیمارستان شهرستان کوک استفاده از آن را در عمل استاندارد خود برای جمع‌آوری شواهد ردیابی هنگام درمان قربانیان تجاوز قرار دادند. کمتر از دو سال بعد، ۲۱۵ بیمارستان در سراسر ایلینوی از آن استفاده کردند.
این کیت پس از استفاده گروهبان پلیس شیکاگو، لوئیس ویتولو، رئیس میکروآنالیزور آزمایشگاه جنایی شیکاگو که روی پرونده‌های پرمخاطب کار می‌کرد، به کیت ویتولو نیز معروف شد.
بر اساس استفاده مؤثر از کیت‌ها در شیکاگو، شهر نیویورک سیستم کیت گدارد را در سال ۱۹۸۲ پذیرفت. در سال ۱۹۸۴، گدارد در کنفرانس اداره تحقیقات فدرال (FBI) در مورد پروژه آزمایشی شیکاگو سخنرانی کرد. بر اساس ارائه او، وزارت دادگستری به گدار کمک مالی کرد تا با سفر به سایر ایالت‌ها برنامه‌های آزمایشی کیت تجاوز جنسی خود را آغاز کنند.

## محتویات کیت

متخصصان پزشکی در کمپ فینیکس در نزدیکی کابل، افغانستان، نحوه استفاده از کیت تجاوز جنسی را یادمی‌گیرند.

کیت تجاوز جنسی شامل جعبه‌های کوچک، اسلایدهای میکروسکوپ و کیسه‌های پلاستیکی برای جمع‌آوری و ذخیره شواهدی مانند الیاف لباس، مو، بزاق، خون، مایع منی یا مایعات بدن است. بسته‌های تجاوز جنسی بسته به مکان متفاوت است، اما معمولاً موارد زیر را شامل می‌شود:
- دستورالعمل‌ها
- کیسه و برگه برای جمع‌آوری شواهد
- سواب برای جمع‌آوری مایعات از لب‌ها، گونه‌ها، ران‌ها، واژن، مقعد و باسن
- ظروف جمع‌آوری ادرار استریل
- ظروف نمونه استریل
- دستگاه‌های جمع‌آوری خون
- شانه برای جمع‌آوری مو و فیبر از بدن قربانی استفاده می‌شود
- اسلایدهای شیشه ای شفاف
- پاکت‌های خود مهر و موم شده برای نگهداری لباس، موهای سر، موهای ناحیه تناسلی و نمونه خون قربانی
- انتخاب ناخن برای خراشیدن زباله از زیر ناخن
- ملحفه‌های سفید برای گرفتن شواهد فیزیکی از بدن جدا شده‌اند
- فرم‌های اسناد و مدارک
- برچسب‌ها
- آب استریل و نمک[۲۲][۲۳][۲۴]